# بارچین
بارچین (به لهستانی: Barcin، تلفظ: [ˈbart͡ɕin]) یک شهرک در لهستان است که در شهرستان ژنین واقع شده‌است.

## خصوصیات
بارچین ۳٫۶۹ کیلومترمربع مساحت و ۷٬۷۱۴ نفر جمعیت دارد.